# Amastris specialis
Amastris specialis är en insektsart som beskrevs av Broomfield 1976. Amastris specialis ingår i släktet Amastris och familjen hornstritar. Inga underarter finns listade i Catalogue of Life.